# Wiktor Wiediernikow
Wiktor Siergiejewicz Wiediernikow (ros. Виктор Сергеевич Ведерников; ur. 15 lutego 1997) – rosyjski zapaśnik walczący w stylu klasycznym. Brązowy medalista wojskowych MŚ w 2021 i 2024. 
Mistrz świata kadetów w 2014. Trzeci na mistrzostwach Europy U-23 w 2019. Mistrz Rosji w 2021, drugi w 2018, 2019, 2020 i 2023, trzeci w 2024 roku.